# Semiothisa igneata
Semiothisa igneata là một loài bướm đêm trong họ Geometridae.